# أيون كان
أيون كان (بالتركية: Eyüp Can)‏ (مواليد 3 أغسطس 1964) هو ملاكم تركي، مثّل بلاده في الألعاب الأولمبية الصيفية 1984.

## روابط خارجية
أيون كان على موقع بوكس ريك (الإنجليزية) (registration required)
- أيون كان على موقع أوليمبيديا (الإنجليزية)